# Котловское (сельское поселение)
Котловское — упразднённое муниципальное образование со статусом сельского поселения в составе Граховского района Удмуртии.
Административный центр — деревня Котловка.
Законом Удмуртской Республики от 17.05.2021 № 47-РЗ к 30 мая 2021 года упразднено в связи с преобразованием муниципального района в муниципальный округ.

## Местное самоуправление
Муниципальное образование действует в соответствии с ФЗ-131 «Об общих принципах организации местного самоуправления в Российской Федерации», согласно уставу муниципального образования и имеет трёхуровневую структуру органов местного самоуправления:
1. Глава муниципального образования — Колесников Владимир Денисович
2. Представительный орган — Совет депутатов муниципального образования, состоит из 7 депутатов
3. Исполнительно-распорядительный орган — администрация муниципального образования

## Географические данные
Находится на севере района, граничит:
- на севере с Можгинским, Кизнерским и Алнашским районами Удмуртии
- на востоке с Новогорским сельским поселением
- на юге с Каменским, Граховским и Порымозаречным сельскими поселениеми

По территории поселения протекают реки: Яга и Большой Сырян.
Общая площадь поселения — 26 365 гектар, из них сельхозугодья — 6 195 гектар.

## История
Муниципальное образование создано 1 января 2006 года в результате муниципальной реформы. Предшественник — Котловский сельсовет Граховского района.
Котловская сельская администрация образована в 2004 году из Макаровского и части Граховского сельсоветов.

## Население
| 2010 | 2012 | 2013 | 2014 | 2015 | 2016 | 2017 |
| ---- | ---- | ---- | ---- | ---- | ---- | ---- |
| 408  | ↘387 | ↘362 | ↘329 | ↘324 | ↘316 | ↘306 |
| 2018 | 2019 | 2020 |      |      |      |      |
| ↘300 | ↘283 | ↘259 |      |      |      |      |

## Состав сельского поселения
| № | Населённый пункт   | Тип населённого пункта          | Население |
| - | ------------------ | ------------------------------- | --------- |
| 1 | Газек              | деревня                         | ↗6        |
| 2 | Котловка           | деревня, административный центр | ↘183      |
| 3 | Макарово           | деревня                         | ↘87       |
| 4 | Славянская Слобода | деревня                         | →0        |
| 5 | Яги-Какси          | деревня                         | ↘111      |

### Упразднённые населённые пункты
- Возжайка (снята с учёта после 1989 года)
- Ключёвка (снята с учёта после 1989 года)
- Липовка (снята с учёта в 1964 году)
- Новотроицкая (снята с учёта в 1987 году)
- Осиновка (снята с учёта в 1961 году)